# Sabellida
Sabellida ist der Name einer Unterordnung meist sessiler und röhrenbauender, als Filtrierer lebender Vielborster (Polychaeta) in der Ordnung Canalipalpata und der Unterklasse Palpata, die in Meeren weltweit zu finden sind.

## Merkmale
Die Sabellida besitzen kein Buccalorgan. Das Prostomium ist mit dem Peristomium verschmolzen und trägt einen Ring federartiger Tentakeln, die – mit Ausnahme der Siboglinidae, die überhaupt keinen Mund besitzen – auf zwei halbkreisförmigen, den Palpen homologen Tentakelträgern trichterförmig um den Mund angeordnet sind. Auf jeder federförmigen Tentakel verlaufen zwei Reihen von Filamenten (Pinnulae oder Federchen). Die Sabellida leben in pergamentartigen Wohnröhren, die sie aus Sand, Schalenfragmenten und ähnlichen harten Teilchen mit ihrem Schleim zusammenzementieren.

## Verbreitung, Lebensraum, Lebensweise und Beispielarten
Die Sabellida sind in Meeren weltweit verbreitet und leben sowohl auf weichen als auch auf harten Substraten, wo sie ihre Wohnröhren bauen und so als sessile Tiere leben. Sie ernähren sich als Filtrierer von Detritus und Phytoplankton, das sie mit ihren federförmigen Tentakeln aus der Meeresströmung auffangen und durch Wimperntätigkeit an den Palpen zum Mund transportieren.
Zu den Sabellida gehören unter anderem die Federwürmer (Sabellidae), die Sandkorallen (Sabellariidae) und die Kalkröhrenwürmer (Serpulidae). Verbreitete Arten sind unter anderen der Riesenfederwurm (Eudistylia polymorpha), der Pfauenfederwurm (Sabella pavonina), der Europäische Fächerwurm (Sabella spallanzanii) und der Weihnachtsbaumwurm (Spirobranchus giganteus).

## Systematik
Die Unterordnung Sabellida gehört laut der Systematik nach Rouse & Fauchald von 1998 zur Ordnung Canalipalpata in der Unterklasse Palpata.
Laut dieser Systematik gehören zur Unterordnung Sabellida folgende Familien:
- Siboglinidae (ehemalige Tierstämme Pogonophora und Vestimentifera)
- Sabellariidae
- Sabellidae
- Serpulidae
- Oweniidae